# Kijev–10
A Kijev–10 (cirill betűkkel: Киев–10) szovjet kisfilmes, tükörreflexes fényképezőgép, amelyet 1965–1974 között gyártott a kijevi Arszenal vállalat. Közel 50 ezer darab készült belőle. Kora egyik leginnovatívabb szovjet fényképezőgépe volt. Az első olyan szovjet fényképezőgép volt, amely automata expozícióvezérléssel is rendelkezett. Ehhez egy külső szeléncellás fénymérővel rendelkezett. Ára a piacra dobása után, az 1960-as évek végén a Szovjetunióban 290 rubel volt. Továbbfejlesztett változata az 1973-ban megjelent Kijev–15. Az 1960-as évek második felében készítettek Kijev–11 típusjelzéssel egy továbbfejlesztett változatot. Ennél a fénymérő érzékelőjét a gép előlapjának bal felső részére helyezték át. Csak prototípus szintjén maradt, sorozatgyártása nem indult el.

## Műszaki jellemzői
A váz fémből készült. A hátlap jobbra nyitható. A gép az elterjedt és népszerű kisfilmes (135-ös) formátumú kazettás filmet használta. A képkocka mérete 24×36 mm. A film visszatekercselésére szolgáló kihajtható kar a váz alján helyezkedik el. A visszatekercselésre a filmtovábbító rendszer kioldása után volt mód, ez a gomb ugyancsak a váz alján található. A filmtovábbító karos rendszerű. Ugyancsak a váz alján található az állványcsatlakozás 1/4-es furata.
A fényképezőgép lamellás redőnyzárral rendelkezik, a zár lamellái fémből készültek. Ez egy ún. legyező típusú zárszerkezet, amelyben a lamellák legyező alakzatban helyezkednek el és mozognak. Szovjet fényképezőgépen ezen a modellen alkalmaztak először ilyen zárszerkezetet.
Tükörreflexes gép, a keresője pentaprizmás. A kereső képmérete 22×34 mm. A gép távmérővel nem rendelkezett,  de az élességállítást a keresőbe épített mikroprizmás (Fresnel-lencsés) rendszer segítette. Ez a megoldás a Zenyit gépeken csak az 1980-as évektől terjedt el. A pentaprizma feletti burkolaton, a gép felső részén található a vaku rögzítősínje (vakupapucs).
Az automata expozícióvezérlés ún. záridő-előválasztásos automatikus módban működött. Azaz ki lehetett választani a kívánt záridőt, az automatikus vezérlés ehhez meghatározta és beállította a szükséges rekeszértéket. A beállítható záridők: 1/1000, 1/500, 1/250, 1/125, 1/60, 1/30, 1/15, 1/8, 1/2 s, illetve hosszú expozíció (amíg a kioldógomb lenyomva van).
A megvilágítást mérésére a gép egy nagyméretű szeléncellás fénymérőt kapott, amelyet az objektív felett, a pentaprizmás kereső előtt helyeztek el. Az exponálógomb a váz elején, az objektívtől jobbra helyezkedik el. Önkioldóval nem rendelkezik. A vakuszinkron csatlakozóját az előlapon, az objektívtől jobbra, az alsó részen helyezték el. A legrövidebb használható vakuszinkronidő 1/60 s.
A rekeszt működtető mechanizmus miatt az objektív pontos pozicionálására volt szükség. Ezért az objektív a vázhoz bajonettzárral csatlakozik. Ennek mérete és kialakítása egyedi, csak az Arszenal által gyártott gépeknél alkalmazott típus. A gyári alapobjektíve a gyártási időszak elején az 50 mm-es (52,5 mm-es) Geliosz–65 (Helios–65) volt, később, 1967-től a géphez a nagyobb fényerejű, szintén 50 mm-es Geliosz–81-t mellékelték.
Az egyedi bajonettzárja miatt az objektívek nem voltak csereszabatosak a tipikus szovjet objektívekkel. Ezért több objektívmodellt gyártottak kifejezetten a Kijev fényképezőgépekhez. Így használható volt hozzá a Mir–20 és a Mir–1 nagylátószögű objektív, a Jupiter–9 és Jupiter–11 teleobjektívek, valamint a Rubin–2 45–80 mm-es zoomobjektív. Ezek mind a hasonló szovjet objektíveknek a Kijev gépekhez gyártott változatai voltak. Készült hozzá egy objektív adapter is, amellyel a Zenyit gépek M44-es menetű objektíveit lehetett csatlakoztatni, ezzel azonban az automata rekeszállítás nem működött. 
A gép külső megjelenésében a gyártási időszak alatt apróbb módosulások történtek (pl. a vakuszinkron csatlakozójának, vagy a feliratok, típusjelzés elhelyezkedése). A gépre a cirill betűs КИЕВ 10 feliratot gravírozták, egyes sorozatoknál a váz előlapján, más sorozatoknál a gép felső burkolatán. Az exportált darabokon a latin betűs KIEV 10 felirat szerepelt.